# دافيد سوربون
أولا سوربون هو مصور سويدي، ولد في 21 مايو 1884 وتوفي في 10 أبريل 1946.